# مشعل (فیلم ۱۹۵۰)
«مشعل» ([Del odio nace el amor, meaning love is born from hate] Error: {{Lang-xx}}: متن دارای نشانه‌گذاری ایتالیک است (راهنما)) یک فیلم به کارگردانی امیلیو فرناندز است که در سال ۱۹۵۰ منتشر شد.